# Wang Dongning
Wang Dongning (王東寧T, 王东宁S, Wáng DōngníngP; 30 novembre 1960) è un ex calciatore cinese, di ruolo difensore.